# Midden-Atlantische staten

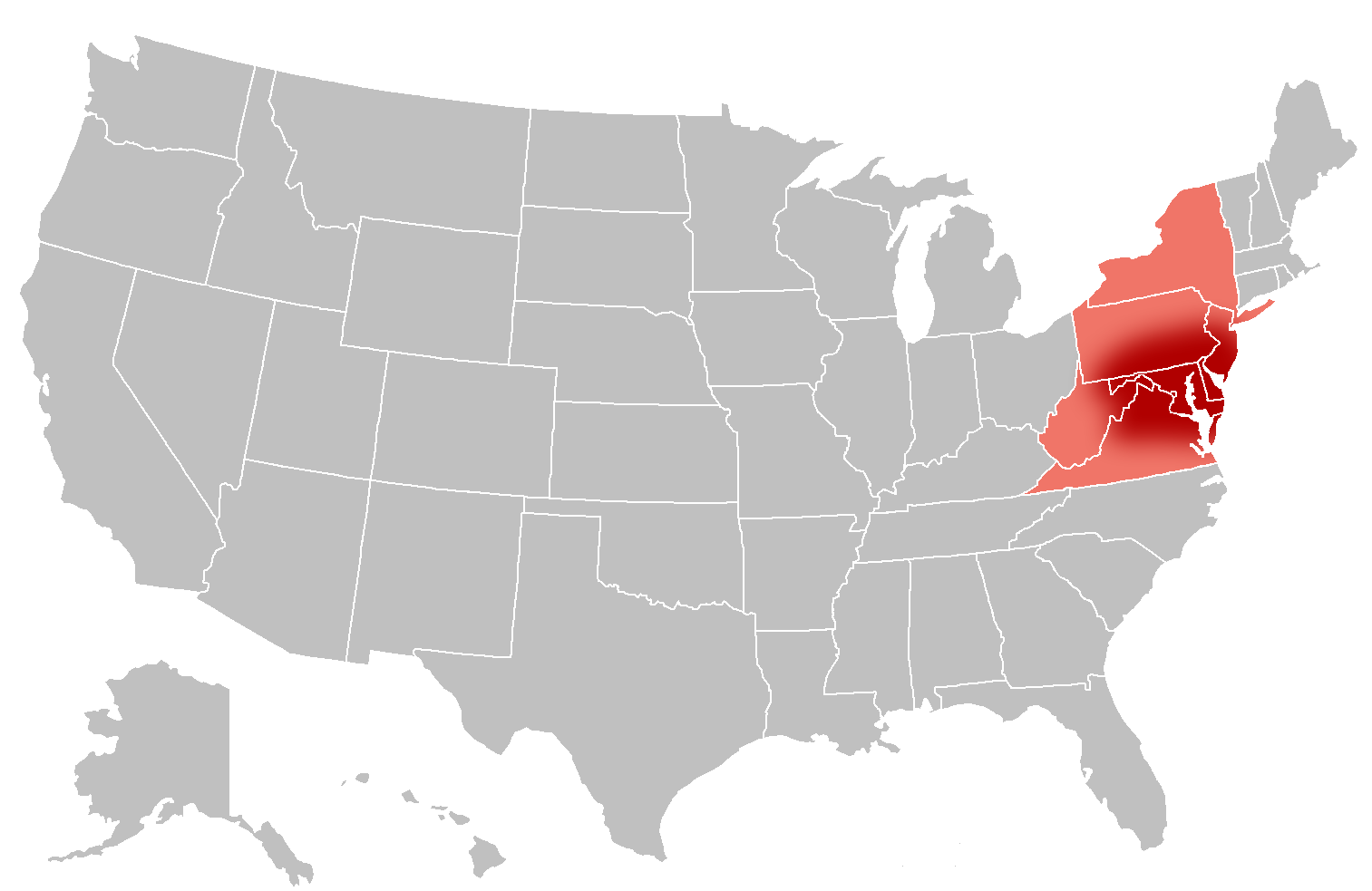
Situering van de Midden-Atlantische staten

De Midden-Atlantische staten of Mid-Atlantische staten (Engels: middle Atlantic states, Mid-Atlantic states of kortweg mid Atlantic) vormen een regio in het oosten van de Verenigde Staten. De Midden-Atlantische staten kunnen gesitueerd worden tussen New England, het Zuiden en het Middenwesten. Hoewel er geen consensus bestaat over de exacte definitie, omvat de regio meestal de staten Delaware, Maryland, New Jersey, New York, Pennsylvania, Virginia en West Virginia, alsook Washington D.C. De staat North Carolina wordt soms ook tot de regio gerekend.
De Midden-Atlantische regio heeft een belangrijke rol gespeeld in de ontwikkeling van de gemeenschappelijke Amerikaanse cultuur, handel en nijverheid. Toch is het een van de minst zelfbewuste deelregio's in de VS. De Mid-Atlantische staten worden soms als "typisch Amerikaans" beschouwd.